# 1. deild karla 1993
Mùa giải 1993 của 1. deild karla là mùa giải thứ 39 của bóng đá hạng hai ở Iceland.

## Bảng xếp hạng
| Vị thứ | Đội        | Số trận | Thắng | Hòa | Thua | Bàn thắng | Bàn thua | Hiệu số | Điểm | Ghi chú                     |
| ------ | ---------- | ------- | ----- | --- | ---- | --------- | -------- | ------- | ---- | --------------------------- |
| 1      | Breiðablik | 18      | 12    | 2   | 4    | 36        | 14       | +22     | 38   | Thăng hạng Úrvalsdeild 1994 |
| 2      | Stjarnan   | 18      | 11    | 4   | 3    | 39        | 19       | +20     | 37   | Thăng hạng Úrvalsdeild 1994 |
| 3      | Leiftur    | 18      | 11    | 3   | 4    | 33        | 25       | +8      | 36   |                             |
| 4      | KA         | 18      | 9     | 2   | 7    | 31        | 22       | +9      | 29   |                             |
| 5      | Grindavík  | 18      | 7     | 6   | 5    | 29        | 21       | +8      | 27   |                             |
| 6      | Þróttur R. | 18      | 8     | 3   | 7    | 31        | 26       | +5      | 27   |                             |
| 7      | Þróttur N. | 18      | 5     | 2   | 11   | 24        | 45       | -21     | 17   |                             |
| 8      | ÍR         | 18      | 4     | 4   | 10   | 20        | 34       | -14     | 16   |                             |
| 9      | BÍ         | 18      | 4     | 3   | 11   | 20        | 37       | -17     | 15   | Xuống hạng 2. deild 1994    |
| 10     | Tindastóll | 18      | 3     | 3   | 12   | 20        | 40       | -20     | 12   | Xuống hạng 2. deild 1994    |

## Danh sách ghi bàn
| Cầu thủ                  | Số bàn thắng | Đội bóng   |
| ------------------------ | ------------ | ---------- |
| Ingvar Ólason            | 10           | Þróttur R. |
| Pétur Björn Jónsson      | 10           | Leiftur    |
| Leifur Geir Hafsteinsson | 10           | Stjarnan   |
| Þórarinn Ólafsson        | 9            | Grindavík  |
| Gunnar Már Másson        | 9            | Leiftur    |
| Willum Þór Þórsson       | 9            | Breiðablik |